# 제1공병여단 (미국)
제1공병여단(1st Engineer Brigade)은 미국 육군 공병대의 전투공병 훈련여단이다. 여단 예하 제35공병대대에서 셰퍼 지도자 과정(Sapper Leader Course)을 맡고 있으며, 이 과정을 통과한 장교는 셰퍼 탭을 수여받게 된다.

## 역사

### 제2차 세계 대전
제2차 세계 대전에서 1942년 6월 15일 매사추세츠주 캠프 에드워즈에서 제1공병상륙여단으로서 창설되었다. 상륙훈련소에서 훈련된 공병들이 여단에 배속되었고, 12월 북아프리카 상륙에 대응하기 위해 여단은 8월에 잉글랜드로 보내어졌다.
1943년 시칠리아와 이탈리아 침공 이후, 5월 10일에 제1공병특별여단으로 재편성되었고, 12월에 잉글랜드로 귀환하였다.
1944년 6월 6일, 노르망디 상륙 작전에 참가하여 유타 해변에 상륙하여 10월 23일까지 유타 해안사령부로서 작전한 후, 아시아-태평양 전구로 전이되었다. 오키나와 전투에 참가하였고 일본이 항복하자, 제24(XXIV)군단과 함께 한반도에 상륙하였고, 1946년 2월 18일 해산하였다.

### 훈련부대
1986년 9월 30일, 훈련교리사령부 배속부대로 지정되어 공병학교의 전투공병 교육부대로서 재소집되었다.
1990년 8월 20일, 해체된 제132공병여단의 제31공병대대가 전속하였다.
2008년 6월 20일, 제577공병대대가 제554공병대대에 병합되었다.

## 조직

### 제2차 세계 대전
- 제531공병해안연대
- 제591공병주정연대
  - 제2759공병전투대대

### 교육훈련부대
- 제31공병대대; 1990년 8월 20일 ~ 현재
- 제35공병대대; 1986년 9월 30일 ~ 현재
- 제169공병대대; 1986년 9월 30일 ~ 현재
- 제554공병대대; 1986년 9월 30일 ~ 현재
- 제5공병대대; ? ~ ?
- 제577공병대대; ? ~ 2008년 6월 20일

## 기록

### 계보
- 1942년 6월 15일, Headquarters and Headquarters Company, 1st Engineer Amphibian Brigade
→제1공병상륙여단, 본부 및 본부중대
- 1943년 5월 10일, Headquarters and Headquarters Company, 1st Engineer Special Brigade
→제1공병특별여단, 본부 및 본부중대
- 1986년 9월 30일, Headquarters and Headquarters Company, 1st Engineer Brigade
→제1공병여단, 본부 및 본부중대

### 소속
1. 제7(VII)군단, D데이
2. 제24(XXIV)군단, 1945년
3. 훈련교리사령부, 1986년 9월 30일

### 전역
| 스트리머                | 내역                                                       |
| ----------------------- | ---------------------------------------------------------- |
| WW2, 유럽 전구          | - 시칠리 - 나폴리-포기아 - 노르망디 (화살촉) - 북부 프랑스 |
| WW2, 아시아-태평양 전구 | 류큐                                                       |

### 스트리머
| 스트리머                 | 내역                                             |
| ------------------------ | ------------------------------------------------ |
| Croix de Guerre (종려잎) | 제2차 세계 대전, 노르망디 해변에서 스트리머 수여 |

## 참고
1. 1 2  “1st Engineer Brigade” (영어). 문장학 연구소. 2016년 10월 21일에 원본 문서에서 보존된 문서. 2020년 12월 23일에 확인함.

- “Headquarters and Headquarters Company, 1st Engineer Brigade” (영어). 미국 육군 역사관. 2016년 12월 11일에 원본 문서에서 보존된 문서. 2016년 7월 7일에 확인함.
- “1st Engineer Brigade”. 《globalsecurity.org》 (영어). 2016년 7월 7일에 확인함.
- Baldwin, William C. (1985). 《Amphibian Engineers in World War II》. Engineer (영어) 4판.
- Becker, Marshall O. (1946). 《The Amphibious Training Center》 (영어). 워싱턴 D.C.: Historical Section, Army Ground Forces.
- Stanton, Shelby L. (2006). 《World War II Order of Battle: An Encyclopedic Reference to U.S. Army Ground Forces from Battalion through Division, 1939-1946》 (영어) 개정판. Stackpole: Mechanicsburg.

## 같이 보기
- 공병특별여단